# Franz Kreutz

Franz Kreutz

Franz Kreutz (* 5. März 1869 in Altenessen, Kreis Essen; † 3. März 1939 in Essen) war ein deutscher Politiker (Zentrum).

## Leben und Wirken
Nach dem Besuch der Volksschule in Altenessen (1875–1883) und der Fortbildungsschule erlernte Franz Kreutz das Schlosser- und Maschinenbauerhandwerk. Bis 1890 war er als Gehilfe in verschiedenen Werkstätten tätig, um dann eine Stellung als Schlosser bei der Reichsbahn zu übernehmen. 1892 wurde er Hilfswagenmeister, bevor er von 1898 bis 1900 als Wagenmeister bei der preußisch-hessischen Staatseisenbahnverwaltung beschäftigt war.
1900 wurde Kreutz Leiter des Verbandes Deutscher Eisenbahn-Wagenmeister und Redakteur der Fachzeitung für das technische Wagenaufsichtspersonal.
Von Januar 1919 bis Juni 1920 saß Kreutz als Abgeordneter der Zentrumspartei für den Wahlkreis 17 (Regierungsbezirk Münster und Minden) in der Weimarer Nationalversammlung.
Publizistisch war Kreutz für das Reichskartell der Staatsangestellten tätig, in dem er dem Ausschuss angehörte, und für das er einige eisenbahnfachliche Schriften veröffentlichte.

## Schriften
- Handbuch für den Wagenaufsichtsdienst, Essen 1917.
- Der Reichsbahn-Wagenmeister und -Wagenwerkmeister, Berlin 1939.